# 清原久美子
清原 久美子（きよはら くみこ、1968年7月30日 - ）は、関東地方を拠点に活動している日本のフリーアナウンサー。グランドスラム所属。

## 来歴
石川県出身。1990年にテレビ金沢 (KTK) に入社し、同局のアナウンサー1期生になる。
1994年に上京し、以後は関東地方でフリーアナウンサーとして活動。また、1998年からは『日立 世界ふしぎ発見!』にミステリーハンターとして出演し、2000年には水着写真集をリリースするなど、タレント的な活動も展開していた。
2006年に元プロボクサーの畑山隆則と結婚（畑山は再婚、清原は初婚）。畑山との間に子をもうけ、1児の母になる。

## 担当番組

### テレビ番組
- KTKウェザースポット（テレビ金沢）
- テレビ金沢ニュースプラス1（テレビ金沢） - お天気キャスター
- ジパングあさ6（局アナ時代 - 1997年、日本テレビ） - テレビ金沢ローカルキャスター（局アナ時代）、日本テレビ系全国ネットリポーター（フリー転向後）
- CNN東京プライム（1995年 - 1997年、Japan Satellite TV） - 司会
- どうーなってるの?!（1995年 - 1999年、フジテレビ）
- NNNニュースプラス1（1995年 - 1999年、日本テレビ） - 月曜「いちなな情報」担当
- 情報!もぎたてサラダ（TBS[注 2]） - リポーター
- THE BORDERS（1997年 - 1998年、TBS） - 司会
- 結婚白書（1997年、名古屋テレビ）
- 脳みその具（1997年、テレビ東京） - 司会
- 日立 世界ふしぎ発見!（1998年 - 1999年、TBS[注 3]）
- NEW HIT JUMP（1998年 - 2001年、ケーブルテレビコミュニティチャンネル） - 司会
- 女神のちからこぶ（1998年、テレビ朝日）
- PAKU2グルメんぼ（1999年、テレビ朝日） - リポーター
- いちばん!エクスプレス（1999年 - 2002年[注 4]、TBS） - メインキャスター
- Mの黙示録（2000年 - 2001年、テレビ朝日） - 司会
- タモリ倶楽部（2000年、テレビ朝日）
- いちばん!（2002年[注 5]、TBS） - メインキャスター
- NNNニュースプラス1（2002年 - 2006年[注 6]、日本テレビ） - 「エンタメ5」担当
- メ〜テレワイド サンダー5（2003年、メ〜テレ） - 司会

### テレビドラマ
- 月曜ミステリー劇場 西村京太郎サスペンス 十津川警部シリーズ 26「特急おおぞら殺人事件」（2002年9月30日、TBS） - 由美 役

### ラジオ番組
- 松尾雄治のピテカンワイド（2000年 - 2001年、TBSラジオ） - アシスタントMC

### CM
- カネボウホームプロダクツ 肌美精（1998年）
- アビバ（1998年）

### 映画
- チキン・リトル 日本語吹き替え版（2005年） - ラントのママ 役（声優出演）

## 写真集
- MOTHER（2000年、光進社、撮影：渡辺達生、ISBN 4-87761-036-7）